# Максимова, Маргарита Матвеевна
Маргарита Матвеевна Максимова (1920—2012) — советская и российская учёный-экономист, доктор экономических наук (1971), профессор (1976). Главный научный сотрудник ИМЭМО РАН. Заслуженный деятель науки РСФСР (1981). Лауреат Государственной премии СССР в области науки и техники (1980).

## Биография
Родилась 8 декабря 1920 года в городе Томск. В десятилетнем возрасте осталась без отца и воспитывалась одной матерью, работавшей медсестрой.
С 1938 по 1943 годы обучалась на механико-технологическом факультете Горьковского индустриального института, после окончания которого получила специальность инженера-механика. С 1943 по 1945 годы, в период Великой Отечественной войны, работала инженером-конструктором на Горьковском артиллерийском заводе.
В 1945 году М. М. Максимова была направлена на комсомольскую работу: с 1945 по 1946 год была заведующей отделом студенческой молодежи Горьковского областного комитета ВЛКСМ, 1946 по 1948 год — инструктором отдела студенческой молодежи ЦК ВЛКСМ в Москве.
С 1948 по 1961 годы работала в ГДР в представительстве Советской Контрольной Комиссии на должностях старшего инженера, затем эксперта по экономическим вопросам. С 1955 года, после защиты  кандидатской диссертации по теме «Пути обеспечения прибылей монополиями Западной Германии», преподавала политическую экономию в Вечернем университете марксизма-ленинизма в Хемнице.
С 1961 года рабола в Институте мировой экономики и международных отношений АН СССР. С 1961 по 1971 год — в Отделе Западной Европы, где её наставницей была профессор Е. Л. Хмельницкая и где Максимова написала ряд весомых научных трудов, став тем самым одной из ведущих специалисток в области европейский экономической интеграции. Была ответственным редактором и одним из авторов монографии «Экономические группировки в Западной Европе» и серии из пяти книг «Международные монополии и капиталистическая интеграция». В 1971 году вышел труд «Основные проблемы империалистической интеграции, экономический аспект», где был подведён итог десятилетней научной деятельности Максимовой в этой области. Под руководством Максимовой и при её непосредственном участии была подготовлена монография «ООН и международное экономическое сотрудничество».
В 1972 году М. М. Максимова организовала и возглавила Отдел международных экономических отношений ИМЭМО, которым руководила до 1985 года. С 1985 года — главный научный сотрудник ИМЭМО РАН. Вплотную занималась новым перспективным направлением исследований — внешнеэкономическими проблемами капитализма. Отдел под её руководством разрабатывал новые подходы к оценке таких категорий, как мировое хозяйство, международная интеграция, транснациональные корпорации и глобальные проблемы.
В 1971 году защитила докторскую диссертацию по теме «Основные проблемы экономической интеграции в условиях империализма». В 1976 году получила звание профессора. В 1980 году «за разработку метода и проведение серии ситуационных анализов» была удостоена Государственной премии СССР
Параллельно с научной работой М. М. Максимова занималась и преподавательской деятельностью: преподавала и читала кур лекций в МГИМО и в МГУ. В последние годы опубликовала научно-аналитические работы, касающиеся присоединения Российской Федерации к ВТО, а также вопросы, связанные с экономическим развитием на постсоветском пространстве и проблемами формирования Таможенного союза ЕАЭС в условиях объективной ограниченности предпосылок интеграции разнонаправленных экономик этих стран.
Её муж — академик Н. Н. Иноземцев.
Умерла 12 октября 2012 года в Москве.

## Основные работы
- Максимова М. М. Пути обеспечения максимальной капиталистической прибыли монополиями Западной Германии / Моск. гор. пед. ин-т им. В. П. Потемкина. — Москва : 1955 г. — 15 с.
- Максимова М. М. Интеграционные процессы в экономике Западной Европы / М. Максимова. — Москва : 1965 г. — 22 с. — (Материалы к Научной конференции «Изменения структуры мирового хозяйства»/ Науч. совет АН СССР по комплексной проблеме «Экон. соревнование двух систем и слаборазвитые страны». «Новые явления в экономике современного капитализма» 5)
- Максимова М. М. Основные проблемы экономической интеграции в условиях империализма : в 2-х томах / Москва, 1970 г. — 577 с.
- Максимова М. М. Основные проблемы империалистической интеграции : Экон. аспект / Москва: Мысль, 1971 г. — 357 с.
- Максимова М. М. Отчет о командировке в ФРГ / АН СССР. ВИНИТИ. — Москва : 1974 г. — 15 с.
- Максимова М. М. СССР и международное экономическое сотрудничество / М. М. Максимова. — Москва : Мысль, 1977 г. — 196 с.
- Максимова М. М. Управление экономикой в странах социалистического содружества : Учеб. пособие по курсу «Зарубеж. опыт управления» для студентов всех спец. / М. М. Максимова, М. М. Крейсберг, В. Н. Миронов. — М. : МИУ, 1979 г. — 45 с.
- Максимова М. М. Западно-европейская интеграция и мировая экономика / Максимова М. М. (СССР), Свободова-Клусакова З., Соукупова Д. (ЧССР) и др. ; Редкол.: Х. Носков (НРБ) и др.]. — Москва : Мысль и др., 1979 г. — 350 с.
- Максимова М. М. Современные буржуазные концепции мирового капиталистического хозяйства / Максимова М. М., Шапиро А. И., Мотылев В. В. и др.; Редкол.: Максимова М. М. (отв. ред.) и др. — М. : Мысль, 1980 г. — 373 с.
- Максимова М. М. Глобальные проблемы современности / Максимова М. М., Быков О. Н., Мирский Г. И. и др.; Отв. ред. Инозецев Н. Н. — М. : Мысль, 1981 г. — 285 с.
- Максимова М. М. Глобальные проблемы и мир между народами / М. Максимова. — М. : Наука, 1982 г. — 87 с.
- Максимова М. М. Управление в странах капитализма : Учеб. пособие для студентов всех спец. / М. М. Максимова, А. Н. Курицын, М. М. Крейсберг и др.; [Отв. ред. М. М. Максимова]. — М. : МИУ, 1982 г. — 78 с.
- Максимова М. М. Мировой капиталистический рынок и проблемы интернационализации хозяйственной жизни / [М. М. Максимова, Л. Майер, Э. Рехтциглер и др.; Редкол.: М. М. Максимова и др.]. — М. : Мысль, 1983. — 268 с.
- Максимова М. М. Буржуазное государство и внешнеэкономические связи / М. М. Максимова, Ю. В. Шишков, В. А. Славинский и др.; Отв. ред. М. М. Максимова ; АН СССР, Ин-т мировой экономики и междунар. отношений. — М. : Наука, 1986 г. — 350 с.
- Максимова М. М. Европейское сообщество : Регулирование интеграционных процессов / М. М. Максимова, Ю. В. Шишков, Н. Леман и др.; Отв. ред. М. М. Максимова и др. ; АН СССР, Ин-т мировой экономики и междунар. отношений. — Москва : Наука, 1986 г. — 270 с.
- Максимова М. М. Николай Иноземцев, личность и время: воспоминания / сост. и отв. ред. М. М. Максимова. — М. : Экономистъ, 2004 г. — (ОАО Можайский полигр. комб.). — 426 с. — ISBN 5-98118-105-2

### Публикации
- Максимова М. М. Академик Н. Н. Иноземцев в скупых строках биографии
- Максимова М. М. Уроки Дома на Звенигородской / В. И. Марцинкевич, Ю. М. Романовский // Вестник Российской Академии Наук. — 2010. — Т. 80. — № 12. — С. 1124—1127. /// Рецензия на книгу: Наш дом на Звенигородской: воспоминания, статьи, очерки / сост.: Соколов Б. С., Максимова М. М. — М.: Наука, 2009. — 579 с.

### Статьи в журналах
- Максимова М. М. Страны «Большой двадцатки»: антикризисное взаимодействие // Год планеты. № Ежегодник 2009.
- Максимова М. М. Организация экономического сотрудничества и развития (ОЭСР) и России // Год планеты. № Ежегодник 2008.
- Максимова М. М. Российская Федерация и Евросоюз: проблемы взаимодействия // Год планеты. № Ежегодник 2007.
- Максимова М. М. ИМЭМО РАН в первой половине 1990-х годов // Мировая экономика и международные отношения. № 9 2015. C. 105—117.
- Максимова М. М. Европейская интеграция: вчера и сегодня // Мировая экономика и международные отношения. Т. 61. № 1, 2017. C. 53-66.

## Награды
- Орден Дружбы народов
- Орден Знак Почёта
- Медаль «За трудовую доблесть»
- Медаль «За доблестный труд в Великой Отечественной войне 1941—1945 гг.»

### Звание
- Заслуженный деятель науки РСФСР (1981)

### Премии
- Государственная премия СССР в области науки и техники (1980 — «за разработку метода и проведение серии ситуационных анализов»)